# Șorecar sud-african
Șorecarul sud-african (Buteo rufofuscus) este o pasăre de pradă de mărime mare, care se găsește în Africa.

## Descriere

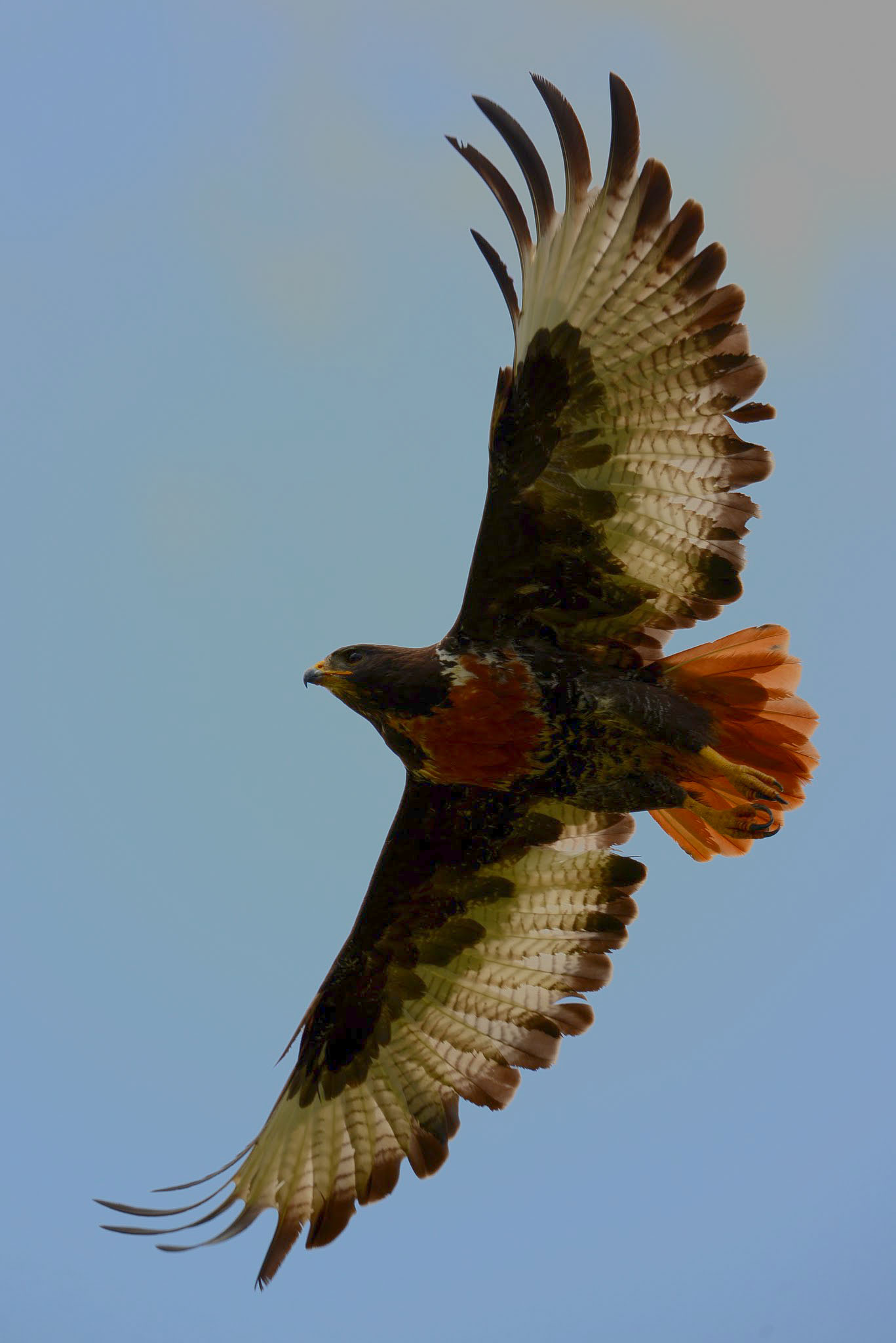
În zbor în apropiere de Greyton, Africa de Sud

Șorecarul sud-african este una dintre cele două specii mari de Buteo originare din Africa, alături de vărul său apropiat, șorecarul cu burtă albă. Adulții pot avea o lungime totală cuprinsă între 44 și 60 cm. În ceea ce privește greutatea, un studiu a constatat că 55 de păsări cântăreau între 790 grame și 1,370 kg, în timp ce un altul a constatat că șapte masculi cântăreau între 865 grame și 1,080 kg și unsprezece femele cântăreau între 1,150 și 1,700 kg. O altă femelă cântărea aproximativ 1,700 kg, ceea ce face ca aceasta să fie una dintre cele mai masive specii de Buteo din lume. Se știe că anvergura aripilor la această specie variază între 127 și 143 cm, cu o medie de 131,9 cm la 9 păsări, fiind aproape identică cu anvergura medie a aripilor la șorecarul cu burtă albă.
Adultul are un penaj uimitor și este, fără îndoială, unul dintre cei mai frumoși vulturi. Este aproape negru deasupra, cu o coadă ruginie. Penele primare de zbor sunt negricioase, iar cele secundare sunt albe, ambele barate cu negru. Sub bărbie și în jurul gâtului este în principal castaniu, iar restul părților inferioare și al aripilor inferioare sunt ruginii, cu excepția abdomenului negru contrastant cu bare albe slabe. Pe lângă culorile sale inconfundabile, are coada foarte scurtă, aripile late, corpul voluminos și ciocul mare în comparație cu majoritatea altor șorecari, cu excepția șorecarului cu burtă albă.

## Distribuție și habitat
Vulturul șacal este endemic Africii de Sud. În ciuda arealului său limitat, este o specie destul de comună de răpitoare. Locuiește în cea mai mare parte a Africii de Sud, cu o absență în unele zone din partea central-nordică, dar este comună în Transvaal. De aici, lanțul se extinde în vest până în centrul Namibiei și în est prin Lesotho și Eswatini în sudul Mozambicului și, în vest, în sud-estul extrem al Botswanei. Aceasta este în mare parte o specie care trăiește în munți, dar poate varia de la aflorimente stâncoase joase până la munți înalți în Lesotho până la 3.500 metri. Se poate adapta atât la condiții deșertice și aride, cât și la zone cu precipitații abundente și plante verzi. Preferă de cele mai multe ori să se afle în apropierea pășunilor, unde își desfășoară cea mai mare parte a vânătorii.
Deși sunt destul de obișnuiți și adaptabili, nu de puține ori sunt amenințați de obiecte mari construite de om, cum ar fi turbinele eoliene, liniile de înaltă tensiune și lacurile de acumulare masive cu versanți abrupți, pe lângă otrăvirea cadavrelor.

## Hrană
Regimul alimentar este alcătuit în principal din mamifere terestre mici, în special rozătoare. Alte prăzi pot fi șerpii, șopârlele, păsările care se hrănesc la sol, cum ar fi găinușe de nisip și galiforme, insectele și hoituri.

## Galerie

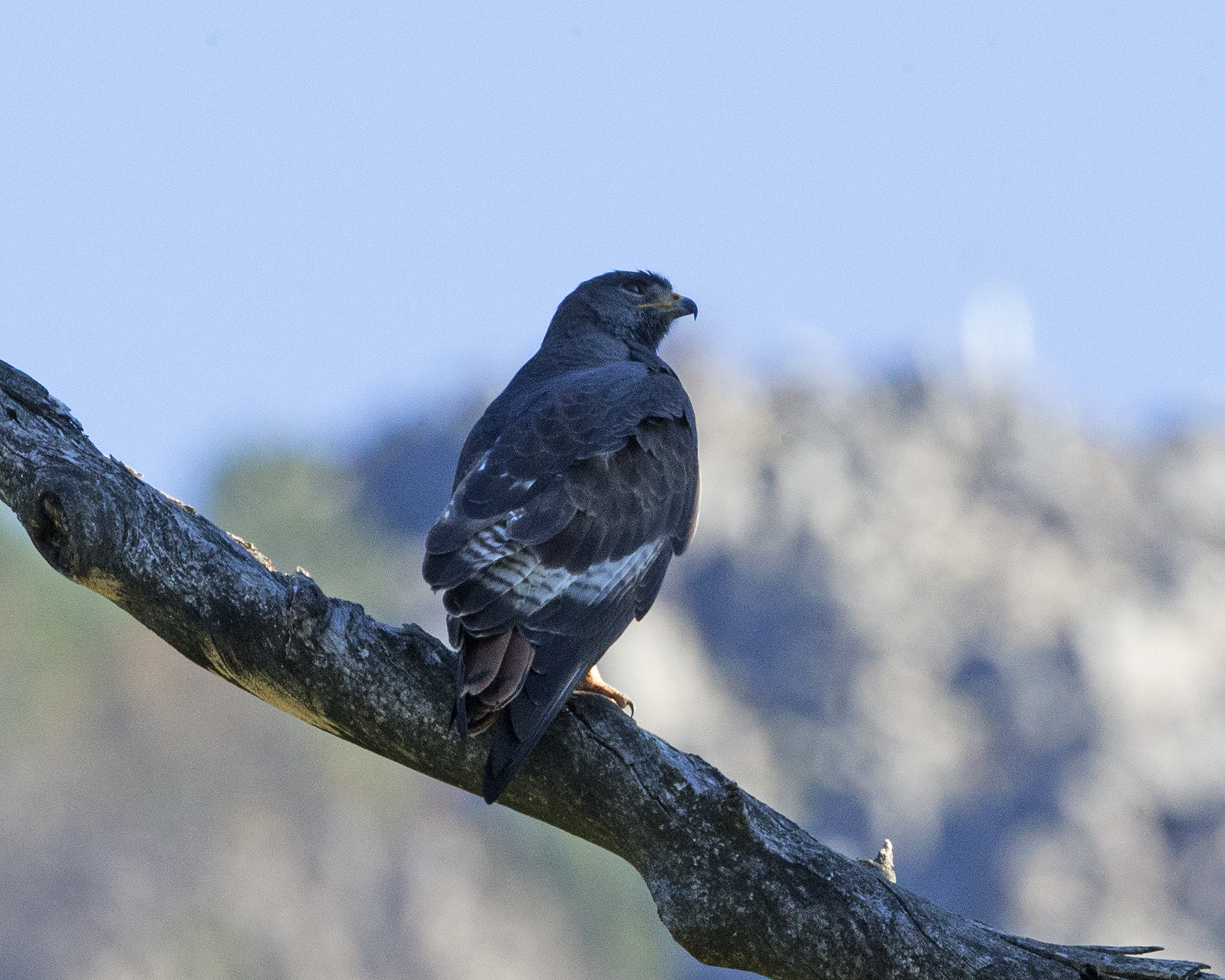
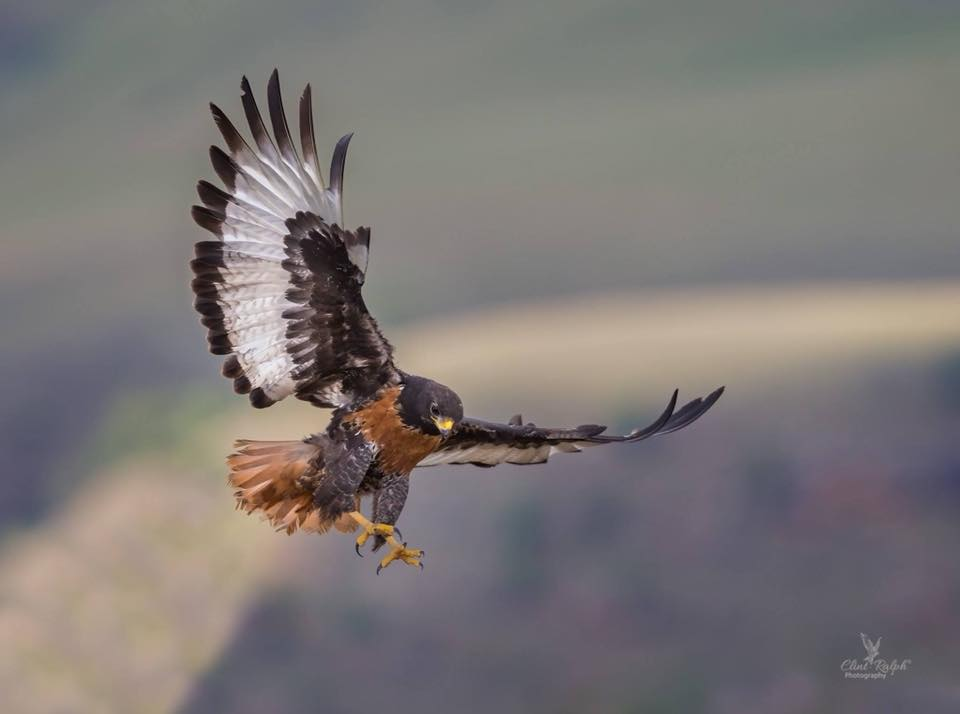
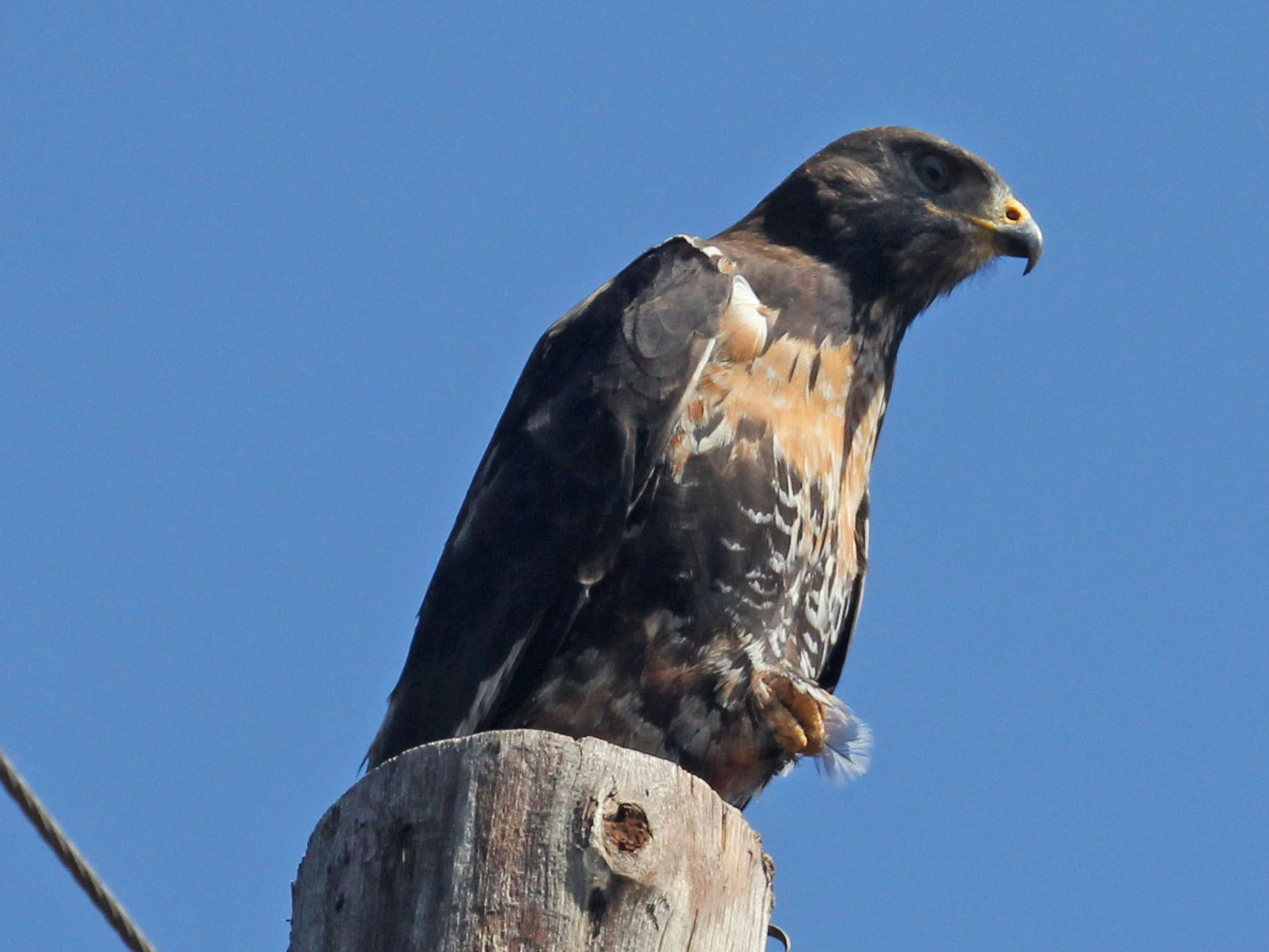
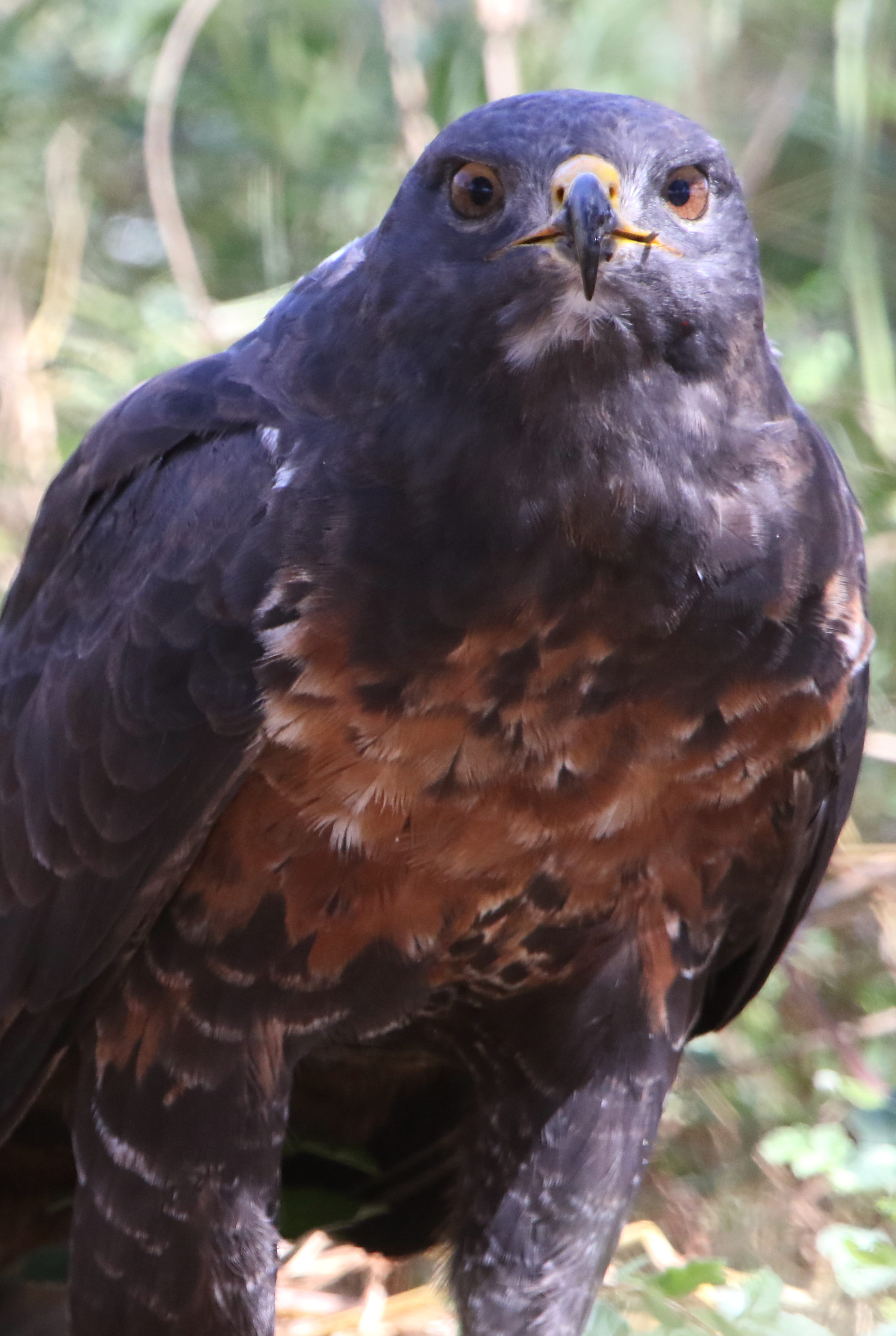